# Дани
Дани (Ндани) је назив за индо-пацифички народ који живи на централним висоравнима западне Нове Гвинеје (индонежанска покрајина Папуа, некадашњи Иријан Џаја).
Представљају једну од најбројнијих и најраспрострањенијих етничких група на Иријан Џаја. Такође се истичу учешћем у сепаратистичком покрету који захтева независност од Индонезије.